# ایزو/آی‌ئی‌سی ۲۷۰۰۱
ایزو/آی‌ئی‌سی ۲۷۰۰۱ (به انگلیسی: ISO/IEC 27001) یک استاندارد امنیت اطلاعات از مجموعه مجموعه ایزو ۲۷۰۰۰ است که آخرین نسخه آن در سپتامبر ۲۰۱۳ منتشر شد. این استاندارد توسط سازمان بین‌المللی استانداردسازی(ISO)و کمیسیون الکتروتکنیکی بین‌المللی(IEC) تدوین شده‌است.